# Haus Ameide
Das Haus Ameide ist ein Baudenkmal in Detmold im Kreis Lippe. Ursprünglich als Vereinshaus gebaut, ist es heute eines der Gebäude des Lippischen Landesmuseums.

## Geschichte
Der spätklassizistische Villenbau wurde in den Jahren 1871/72 für den Verein Ressource errichtet. Bei einem Brand im September 1883 brannte das Gebäude bis auf das Souterrain nieder. Der Wiederaufbau erfolgte in den Jahren 1883/84 durch den Detmolder Stadtbaumeister Karl Leopold Petri. 1935 drohte dem Verein die Auflösung durch die Nationalsozialisten, das finanziell belastete Haus Ameide wurde zur Nutzung als Offizierskasino an die Wehrmacht verkauft und vom Erlös der heutige Vereinssitz an der Allee erworben.
Seit 1953 ist das Haus Teil des Lippischen Landesmuseums. Es wurde bereits 1973 durch den Landeskonservator in die Baudenkmalliste von Nordrhein-Westfalen aufgenommen und ist seit dem 17. Mai 1985 mit der Nummer A096 in der Detmolder Denkmalliste eingetragen.

## Architektur
Bei dem Haus handelt es sich um einen zweigeschossigen Massivbau mit Walmdach. Zur West- und Ostseite jeweils sieben Fensterachsen und Mittelrisalit über drei Fensterachsen, Nord- und Südseite dreiachsig, an der Südseite mit einachsigem Mittelrisalit, darin der Haupteingang. Das mit Kupferblech gedeckte Vordach vor dem Hauptportal steht auf sechs kannelierten Säulen. Die Fenster im ersten Obergeschoss sind von Pilastern eingefasst und teilweise durch Dreiecksgiebel verdacht. Optische Gliederung der Geschosse beziehungsweise von Obergeschoss und Dach durch umlaufendes Gesims, unterhalb des Dachs zusätzlich Konsolen.